# Modderstroom

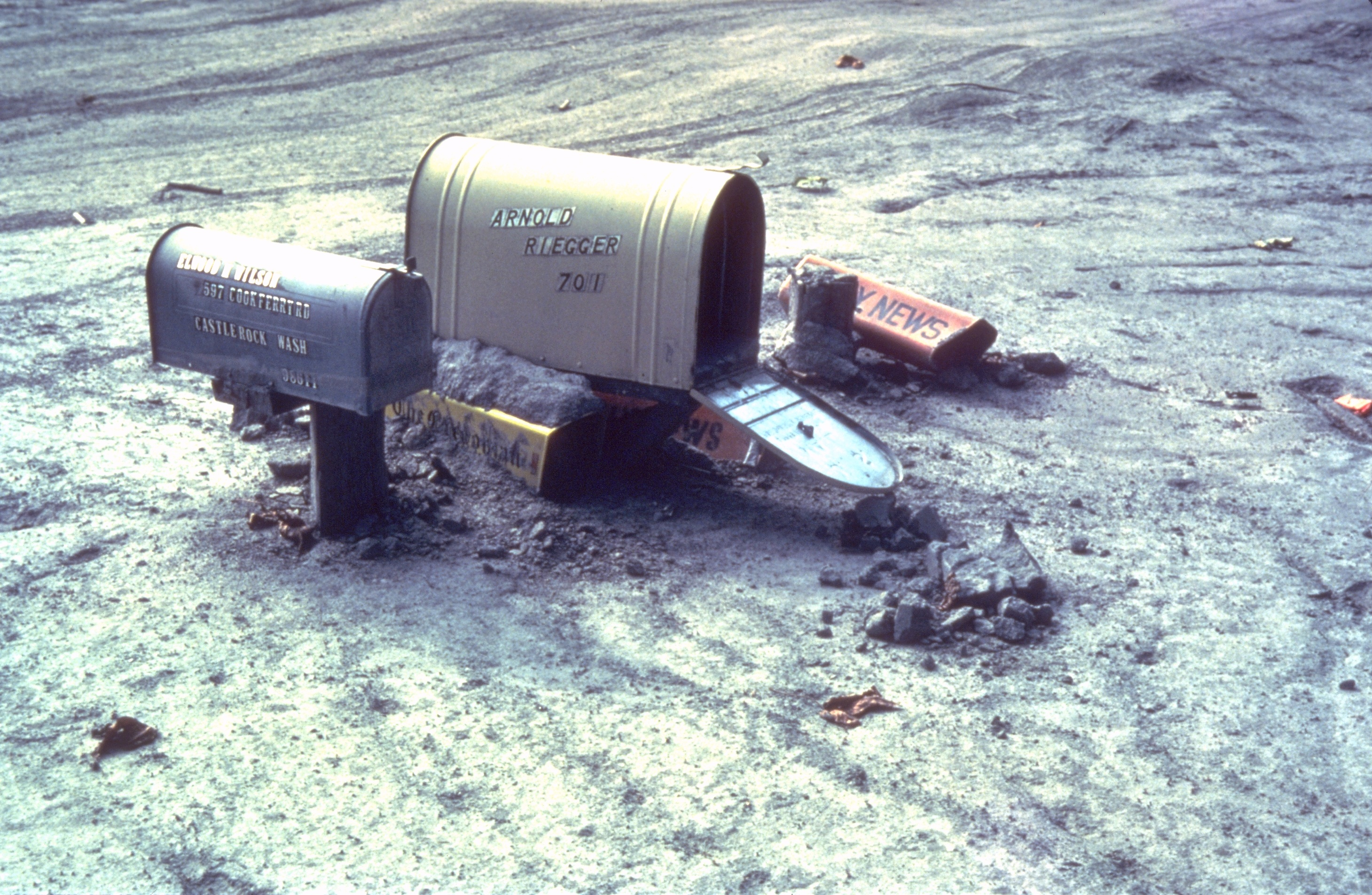
Brievenbussen in modderstroom

Een modderstroom is het snelste type van een stromende vloeibare massa. Een modderstroom kan snelheden bereiken van 80 km/u en is te vergelijken met een puinstroom en een lahar. 
Modderstromen verschillen van puinstromen en lahars door
- hun waterinhoud (van leemachtige modder tot bijna vloeibare modder)
- het materiaal (natte grond, zandig sedimenten en/of slib, vuil, rotspuin, vulkanische as, kleine planten en zelfs bomen)
- lengte, totale massa en snelheid

## Bescherming tegen en beheersing van modderstromen
De beste methode om schade door modderstromen te beperken is het bouwen van een dam met een reservoir, stroomopwaarts van het gebied dat beschermd moet worden.